# The Wicked Messenger
The Wicked Messenger – piosenka skomponowana przez Boba Dylana, nagrana przez niego w listopadzie 1967 i wydana na albumie John Wesley Harding.

## Historia i charakter utworu
Piosenka została nagrana na trzeciej i ostatniej sesji do albumu, 21 listopada, w Columbia Music Row Studios w Nashville w stanie Tennessee. Podczas tej sesji nagrano także "I'll Be Your Baby Tonight", "Down Along the Cove" i "Dear Landlord".
Kolejny utwór z mocnymi odniesieniami starotestamentowymi. Tytuł i zapewne pomysł piosenki znalazł Dylan w Księdze przysłów (13:17). Poszedł jednak dalej i z pewnością jego archetypiczne ukazanie postaci posłańca powstało pod wpływem wielkich dzieł literackich. Sofokles w Antygonie stwierdza nikt nie kocha posłańca, który przynosi złe wieści. Również i Szekspir opisał pracę posłańca w Królu Henryku IV – Ten pierwszy przynosiciel niechcianych wieści (...).
Posłaniec Dylana jest poetą, którego rolą (niewygodną i czasem nieszczęsną) jest mówienie prawdy. Jest on w dodatku niemową, jednak obdarzonym dziwnymi mocami, zapewne dzięki którym w tajemniczy sposób pojawia się w mieście.
Styl Dylana, użycie pewnych wyrazów, nadają utworowi pewne odczucie archaiczności.
Piosenka ta – tak jak i np. "The Ballad of Frankie Lee and Judas Priest" i "Drifter’s Escape" – traktuje także o problemie zaufania. Posłaniec tego utworu jest posłańcem fałszywym. Dylan pozornie nie wyjawia jaką wiadomość przekazuje posłaniec, a jednak ostatni wers If ye cannot bring good news, then don't bring any (Jeśli nie możesz przynieść dobrych wieści, nie przynoś więc żadnych), gdzie "dobre wieści" mogą być "dobrą nowiną" Mesjasza.

## Muzycy
- Bob Dylan – gitara, harmonijka, wokal, pianino
- Charlie McCoy – gitara basowa
- Kenneth Buttrey – perkusja
- Pete Drake – gitara stalowa

## Dyskografia
- Sugar Babe (koncertowy)

## Koncerty, na których Dylan wykonywał utwór
- Piosenka była wykonywana podczas tournée Boba Dylana z grupą Grateful Dead w 1987 r.
- Także w tym roku wykonywał ją podczas tury koncertowej z Tom Petty and the Heartbreakers
- Powrócił do tej kompozycji w 2000 r.

## Wersje innych artystów
- The Small Faces – First Step (1968)
- Marion Williams – Standing Here Wondering (1971)
- Mitch Ryder – Live Talkies (1982)
- Tim O’Brien – Red on Blonde (1996)
- Patti Smith – Gone Again (1996)